# فیفا ۱۲
فیفا ۱۲ (در ایالات متحده آمریکا مشهور به فوتبال فیفا ۱۲) نوزدهمین شماره از مجموعه بازی‌هایی است که شرکت الکترونیک آرتز تحت عنوان سری بازی‌های ویدئویی فیفا در ۲۷ سپتامبر سال ۲۰۱۱ منتشر کرد.
فیفا 12 با نوآوری‌هایی که در زمینه روند بازی و گیم پلی داشت، توانست نظر بیشتر منتقدان و بازی‌کننده‌ها را جلب کند و در فروش هم موفق ظاهر شود. تهیه‌کننده اصلی بازی، آقای دیوید روتر در مورد این بازی گفت: "یک سال انقلابی برای مجموعه بازی‌های فیفا... علل خصوص در زمینه گیم پلی."